# サリット・タナラット
サリット・タナラット（泰: สฤษดิ์ ธนะรัชต์、英: Sarit Thanarat、1908年6月16日 - 1963年12月8日）は、タイの陸軍軍人、政治家。第14代タイ首相。最終階級は陸軍元帥。日本では単にサリットとして知られる。
1947年以降、ピブーン政権下でその勢力を伸ばしたが、1957年2月26日に行われた総選挙の不正からピブーンと距離を置き始め、1957年と1958年にクーデターを実施し権力を奪取した。反対者や犯罪者に苛烈な刑罰を科したことで知られる半面、経済成長の基盤整備を成した。

## 経歴
『カンボジア王朝年代記』の翻訳で著名なルワン・ルアンデートアナン少佐の二番目の息子。母はラオス系。バンコク出身で、4歳から小学校入学の7歳まで母方の実家のあるムックダーハーン県で過ごした。
初等教育を受けたのち、1919年にバンコクのマット・マハナパーラーム公立学校入学。王立陸軍士官学校入学、1928年に卒業、士官候補生として近衛歩兵第1大隊附。翌年4月1日、近衛歩兵第2大隊附、少尉任官。1933年10月、ボーウォーラデート親王がクーデターを起こす（ボーウォーラデートの反乱）と、鎮圧部隊の一指揮官として参加、この功績により鎮圧後中尉、2年後には大尉と昇進を果たす。第2次世界大戦では1942年5月10日に編成されたパヤップ軍（長：チャルーン・ラッタナクル・セリルーングリット）の第2師団第19歩兵連隊第33歩兵大隊大隊長としてイギリス領ビルマのシャン州に進攻し、終戦まで同地に駐屯する。1945年4月1日、大佐に昇進、ラムパーン県の第13歩兵連隊連隊長。この頃、戦争犯罪人法により投獄されたピブーン前首相はじめ前政権や軍関係者は冷遇されていたが、サリットは首都の第1歩兵連隊長に栄転（1946年）するなど力を温存出来た。
1947年11月8日、陸軍副司令官ピン・チュンハワンらが中心となってタイ・クーデターを起こし、首相にピブーンを復権させる。サリットもこのクーデターに参加した事で軍部での地位を獲得する。また、1949年には「王宮反乱」を鎮圧。これを機にピブーン首相に重用され、同年2月には少将昇進とともに第1旅団長兼第1軍管区司令官、1950年6月に欧米視察旅行に赴き、同年中将昇進とともに第1師団長、1951年6月、海軍叛乱を鎮圧した功績から陸軍大将。1952年、副司令官。その後も度々起こった反乱の鎮圧に力を振るい、結果として陸軍の国政に対する影響力を強めた。
1954年6月23日、陸軍司令官。翌年3月4日、海軍および空軍大将、1956年1月11日に陸軍元帥任官。

### クーデターへの道
1950年代初頭、ピブーン政権は度重なる不祥事で民衆からの指示を失いつつあった。これは、サリットのクーデターによる権力掌握への道を開いた。

#### 1957年総選挙
1955年の政党法案の可決により、25を超える政党が急増した。政府の立法委員会は、ピブーン率いるセリ・マナンカシラ党に改組され、サリットが副党首、警察長官パオ・シーヤーノンが事務総長を務めた。サリットは選挙プロセスで重要な役割を果たさず、一般的にパオを任命した。パオはピン・チュンハワンとともに｢ソーイ ･ラーチャクルー」(ピン・パオ派) と呼ばれる派閥を形成しており、自身の警察権力で麻薬取締を建前に大がかりなアヘン・麻薬取引を行って資金源とするとともに、政治的影響力を利用してバンコク銀行やアユッタヤー銀行の経営陣に腹心の人間を送り込み手中に収めるなど、活動を経済圏にまで広げた。一方のサリット派はサリットの家の名前をとって｢バーン・シーサオ｣ と呼ばれ、政治資金源は宝くじ局の資金を流用し、またアジア銀行やバンコク・ユニオン銀行、ファースト・バンコク・シティ銀行の役員に弟のトーンドゥン、元側近のバンチュート・チョンタラウィチャーンら腹心の人間を迎え入れさせた。また、1951年にはアジア銀行役員に就任している。
1957年2月26日に行われた総選挙ではセリ・マナンカシラ党は民主党を破ったが、民主党は道義的な勝利を収めたと見られていた。民主党とマスコミは、政府が票を取り締まり、また「アンタファン」と呼ばれる若者不良集団を使って候補者と有権者の両方を恐怖に陥れたと非難した。国民の不満を抑えるために、ピブーンは非常事態を宣言し、サリットは1957年2月19日、タイ王国軍最高司令部設立とともに初代陸海空軍最高司令官に任命された。しかし、サリットは、1957年の選挙についてコメントを求められると「汚れていた、最も汚れていた。誰もがだまされた。」と非難する発言をし、事実上、腐敗したセリ・マナンカシラ党から決別した。この発言は世論の支持を受けた。

#### イーサーン飢饉
1957年、イーサーンで最悪の干ばつが発生した。バンコクへは東北からの大規模な移住者が押し寄せ、社会問題につながった。政府はこのディアスポラを自然なことと見なし、農民の不満を中和できると述べた。農務大臣のピン・チュンハワンは、「都市への北東部の移住も、彼らがカエルやトカゲを食している事もよくあることであり、心配することは何もない」と述べた。しかし、バンコクのフワランポーン駅には、毎日多くの難民が到着しているため、学生や修道士は緊急支援ステーションを設置する必要があった。
8月10日、新しく副農相に就任したチャルームキアット・ワッタナーンクーン空軍元帥がヘリコプターでイーサーン地域の調査に派遣されたが、失敗した。同じく航空による2回目の調査が公開され、土地のすべては満足な状態にあり、イーサーンに危機はなかったと再提示された。この問題を解決するための最後の試みとして、ピブン政府は5300万バーツを割り当てた。これは、イサーンの53人の代表者の間で均等に分割された。

#### 木材詐欺
政府のイーサーン危機への杜撰な対応への批判が冷めやらぬ中、その清廉性が再び問われる事件が起こった。ターク県のピン川に高さ154メートルのプーミポン・ダムを建設するべく、タイ政府は6,600万米ドルの融資を受けた。このプロジェクトは6年かかり、完了後に費用を返済しなければならなかった。イーサーンの飢饉から間もないため、多くの議員は融資に反対したものの、ダムが国王の名を冠していたことからダム計画を否決するわけにはいかなかった。しかし、王室林野局局長のティエム・ホムリットが更迭された上、管理の無能さで告発されたとき、事態はさらにエスカレートした。
告発に激怒したティエムは、本当の罷免理由を報道機関に暴露した。それによれば、タイ政府の数人の有力な人物が、民間の林業業者を経営統合・官営化させることでチーク材の製造を管理下に置くため、タイ林産公社（FIO）を設立したいと述べた。このプロジェクトを率いたピン・チュンハワンは、企業が共謀を拒否した場合、すべての林業ライセンスを一時停止したかった。林産公社を設立する計画には、プーミポン・ダムプロジェクトが関係していた。林産公社のメンバーは、ダムが浸水する地域の木材伐採を独占したかったからだった。ティエムはさらに、セリ・マナンカシラ党がこの地域の樹木を伐採する許可の早期申請を提出したことを明らかにした。ティエムによれば、この申請を拒否したことが解雇の原因だった。

### クーデターの指導者として
1957年8月14日、パオ、サリット両者の権力肥大を憂慮したピブーンは官吏軍人商業関与禁止令を発令した。サリットは10日に就任した国防大臣をわずか10日で辞任するなど一切の官職を退いたのち、9月5日にはセリ・マナンカシラ党をも離党。すると、副国防相タノーム・キッティカチョーン中将、副内相プラパート・チャールサティアン少将も相次いで辞表を出し、その他にも軍人議員が次々と離党した。1957年9月13日（12日とも）、サリットは離党者ら58人の陸軍将校によって署名された最後通告をピブーンに手渡した。最後通告はピブーン内閣の総辞職とパオの官職追放を要求する内容であったが、退けられた。大衆はサリットの最後通告を支持していた。
9月15日、ピブーン政権への抗議集会が開かれた。すぐに数が増えた群衆は、軍隊の要求への支持を示すためにサリットの邸宅に行進した。サリットは不在だったため、群衆は政府の敷地内に侵入し、政府を非難するスピーチを行った。デモ隊は後にサリットの邸宅に戻ると、サリットは待ち構えており、サリットは、「軍と第2種議員の名において、民衆の意志と人々の利益に基づいて活動を行った。諸君がここに来ることは継続するための精神的な励みである。」との演説を行った。
16日にもピブーンとサリットの間で交渉が実施されたが、あくまで総辞職を求めるサリットに対し、ピブーンは内閣改造以上の歩み寄りをしなかった。
1957年9月17日にクーデターを実施。ピブーン首相とパオ・シーヤーノン内務大臣を追放、国王より軍側首都維持責任者に任ぜられた。一時的にポット・サーラシン次いで自身の配下であるタノーム中将が首相に就任し、その間に1958年頭より英国で病気療養に行っていたが、再度総選挙の不正を口実に帰国後、10月20日クーデターを実施。陸海空軍、警察の代表者を募って革命評議会（カナ・パティワット）を組織すると、午後9時に「革命」の声明を発表した。革命評議会はクーデターの理由を、共産主義の台頭、憲法の与える権利が利己主義を助長させている事であるとした。これは自身の腹心の人間で構成された内閣の打倒ではなく、第1種議員の権限拡大の阻止、軍部による行政掌握の永続化が目的であった。そして全国に戒厳令を施行し、国会および政党の解散・進歩的知識人逮捕・集会結社の禁止等の措置をとった。その後三か月間、立法、行政を独占した無憲法状態が続く。翌1959年1月末、暫定憲法を制定するとともに2月、革命評議会を解散させ内閣制に移行、自ら首相に就任した。暫定憲法において首相は緊急事態に「防圧し粛清する」権限など行政権が拡大されており、議員は全員指名制であった。サリットは名実共に独裁者となった。

### 首相としての政治姿勢
ピブーンがフランス留学帰りということもあって、同じ独裁者でありながら議会制民主主義に一定の理解を持っていたのに対し、サリットはタイの現在の国情に議会制民主主義はそぐわないと考えていた。そのため、国王から全権を得た自分が官僚機構や軍を通じて国民を指導するという政治姿勢を死ぬまで取り続けた。
政治的には反共で通し（ラオスの内戦にも介入している）、共産主義者や反体制の言論人・文筆家を弾圧した。一方で国民の結束を目的として王室の政治利用を図り国王もそれに従い、その結果現在見られるような国王への支持基盤が形成されることになった。経済面ではアヘン栽培を禁止させ、日本や欧米から借款を取り付けるなどして高い経済成長を実現した。その一方で陸軍のコネを使って企業に多くの軍人・退役軍人を送り込むなど、今日に至る企業と軍部の癒着を作った張本人であるという見方も存在する。
また、サリットの独裁を象徴するものとして、仏暦2502臨時憲法がその例としてあげられる。憲法はわずか20条しかなく、2ページほどの簡潔な内容である。憲法17条によると、首相は国の安定に勤めるため、合法的にどんな対応措置をとることもできる。この憲法17条に基づき、サリット首相は裁判の過程を通らず、殺人犯、レイプ犯、放火犯のような重犯罪者に対し、多くの公開射殺命令を出した。また、当時社会を不安にさらした暴力団や「アンタファン」に対し、『カン・ソイ』と呼ばれる残酷な投獄方法で用いた。刑罰はわずか1年の禁固刑であるが、身動きできないほどの狭暗い部屋に閉じ込められ、食事と水は牢の外からかけられるという形であり、多くの死者を出した。当時流行の長い髪、派手な服も不良文化と見なされ標的にされた。ルンピニ庭園での毎週のダンスは禁止され、ロックンロール音楽は政党から禁止された。このような残酷な独裁ぶりを裏腹に、戦後混乱したタイ社会の秩序が大きく回復させ、犯罪を減少させた。サリット時代に、火事はまったく起きず、ほかの重犯罪も大きく減少した。
さらに、農業から工業へ転換政策を進め、主幹道路をはじめとするインフラストラクチャー整備や関連法令を整え、開発独裁を実施した。62年の新産業投資奨励法により、海外の直接投資が促進され、トヨタをはじめとする日系自動車メーカーもこの時代、はじめてタイに工場を建設した。金融政策に関しては、ロンドン大学LSE校経済学部の歴代首席で卒業したプアイ・ウンパーコーンを中央銀行総裁に登用し、タイの金融関連のインフラはこの時代において整備された。
サリットはタイ人にとって、最も厳しく残酷な独裁者である反面、混乱した社会秩序を回復させ、大きな経済成長の基盤整備に貢献した英雄でもある。後ほど民主化に成功したタイはこの時代における基盤を踏み台にし、1998年まで大きな経済成長を実現できたといえる。

### 死去
1963年12月8日、在任中に1940年代罹患したマラリアに由来する肝硬変で急死した。国王ラーマ9世は追悼に宮中を21日間喪に服すよう命じ、皇族ではないサリットの葬儀と1964年3月17日まで100日の弔いを援助した。
国王と制憲国会議長の協議により、国軍最高司令官タノーム・キッティカチョーンと、プラパート・チャールサティアン陸軍司令官に平和的に権力の移譲が行われた。タノームとプラパートはそれぞれ首相、副首相兼内務大臣となり、サリットの独裁的政治体制、反共親米路線を維持した。タノーム政権下でこのサリット型の政治スタイルは、共産党より転向した国会議員プラサート・サップスントンの協力のもと体系化され、「タイ式民主主義」と呼ばれることになる。
死後、息子セタ・タナラット少佐とサリットの最後の妻タンプイン・ヴィチトラ・タナラットとの間の相続戦で、合計1億米ドルを超える莫大な遺産が明らかになり、彼の評判は打撃を受けた。更には信託会社、醸造所、51台の車、および約30区画の土地を所有していること、その大部分を彼の愛人に与えていたことも分かった。タイ語の新聞は、彼とベッドを共有したと主張する100人の女性の名前を発表し、国民に衝撃を与えた。

## 栄典
生前の受章記録は以下の通り。
- 護憲者章（タイ語版） – 1934 – ボーウォーラデートの反乱（英語版）鎮圧の功による
- 勲四等白象勲章 – 1940
- 勲三等タイ王冠勲章[33] – 1941
- チャクラ・マラ記章 – 1942
- 勲二等タイ王冠勲章.[34] – 1948
- 勲一等タイ王冠勲章[35] – 1949
- 勲一等白象勲章[36] – 1950
- 2等ラーマ8世ロイヤルサイファー章（タイ語版）[37] – 1950
- 勲特等タイ王冠勲章[38] – 1951
- 勲二等チュラチョームクラーオ勲章[39] – 1952
- 勲特等白象勲章[40] – 1952
- 2等ラーマ9世ロイヤルサイファー章（タイ語版） – 1953
- 勲二特等チュラチョームクラーオ勲章[41] – 1953
- 1等ラーマ9世ロイヤルサイファー章（タイ語版） – 1958
- 勲特等チュラチョームクラーオ勲章[42] – 1959
- 九宝石勲章騎士章[43] – 1959
- 国境戦役記章 – 1962
- 勲一等ラーマーティボーディー勲章 – 1962
- ボーイスカウト表彰記章 – 1962
- 勝利記章 – 第2次世界大戦 – 1962